# Carla Fuchs
Carla Fuchs (* 18. August 2004) ist eine deutsche Volleyballspielerin.

## Karriere
Fuchs spielte in ihrer Jugend Volleyball beim SV Blau-Weiß Aasee. 2019 wechselte die Zuspielerin zum Bundesstützpunkt VCO Münster, wo sie in der 3. Liga West und seit 2021 in der 2. Bundesliga Nord spielte. Mit einem Zweitspielrecht kam sie seit 2021 auch beim Bundesligisten USC Münster zum Einsatz. 2022 wechselte sie zum Ligakonkurrenten VC Neuwied 77. Nach der Insolvenz Neuwieds wechselte Fuchs zur 2. Mannschaft des USC Münster.
Fuchs spielt auch in der deutschen Juniorinnen-Nationalmannschaft.